# Will Skelton
William R.J. Skelton (Auckland, 3 de maig de 1992) és un jugador australià de rugbi nascut a Nova Zelanda, que exerceix en la posició de segona línia i juga amb els Stade Rochelais de la Top 14 francesa.
Va ser convocat els Wallabies (selecció australiana) per primera vegada el juny de 2014 per enfrontar a Les Bleus (selecció escocesa), va ser titular i va marcar el primer try de la victòria 39 a 13. En total porta 18 partits jugats 10 punts marcats.
Va participar del mundial d'Anglaterra 2015 on va ser suplent de Kane Douglas en el primer partit, va jugar de titular davant els Teros i es va lesionar de gravetat. Es perdria de la resta del torneig ja que va ser reemplaçat per Sam Carter, finalment el seleccionat australià va resultar subcampió.
| Mundial                       | Seu        | Resultat  | PJ | Tries |
| ----------------------------- | ---------- | --------- | -- | ----- |
| Copa del Món de Rugbi de 2015 | Anglaterra | Subcampió | 2  | 0     |

## Palmarés
- Campió de The Rugby Championship de 2015.
- Campió del Super Rugby de 2014.
- Campió de la Premiership Rugby de 2017-18.